# Barrio San José, Chiapas
Barrio San José är en ort i Mexiko.   Den ligger i kommunen Marqués de Comillas och delstaten Chiapas, i den sydöstra delen av landet, 1 000 km öster om huvudstaden Mexico City. Barrio San José ligger 188 meter över havet och antalet invånare är 485.
Terrängen runt Barrio San José är platt. Runt Barrio San José är det glesbefolkat, med 16 invånare per kvadratkilometer. Närmaste större samhälle är Emiliano Zapata, 17,1 km nordost om Barrio San José. I omgivningarna runt Barrio San José växer i huvudsak städsegrön lövskog.